# 韓國音樂著作權協會
韓國音樂著作權協會（韓語：한국음악저작권협회），簡稱KOMCA，是韓國非營利音樂著作權協會。KOMCA成立於1964年，前身是由流行歌曲作家自發成立的「大韓唱片作詞作曲家協會」。KOMCA管理音樂作品的公共表演及廣播權、錄音及再製作權等。KOMCA亦有設立「KOMCA Award」。

## 外部連結
- 韓國音樂著作權協會 （页面存档备份，存于）
- 韓國音樂著作權協會 （页面存档备份，存于）
- 作品曲目資料檢索 （页面存档备份，存于）